# Karl Bohlin
Karl Petrus Teodor Bohlin, född 30 oktober 1860 i Stockholm, död där 25 maj 1939, var en svensk astronom.

## Biografi
Bohlin avlade 1878 mogenhetsexamen i Stockholm samt blev 1883 filosofie licentiat vid Uppsala universitet, 1885 docent i astronomi och 1886 filosofie doktor. Åren 1880–83 var han amanuens vid Uppsala astronomiska observatorium samt deltog under somrarna samma år i Generalstabens geodetiska och astronomiska arbeten och under vintern 1882–83 i de magnetiska variationsobservationer, som i Uppsala anordnades i samband med då pågående internationella arktiska expeditioner.
Åren 1884–88 och 1890–91 tjänstgjorde han som biträdande astronom vid Stockholms observatorium och två gånger, 1888–89 samt 1896, som t.f. observator vid Uppsala observatorium. Åren 1891–93 genomförde han en resa i Tyskland och Ryssland och 1893–94 på en ny resa i Ryssland. Under dessa resor innehade han anställningar vid kungliga astronomiska räkneinstitutet i Berlin, där han deltog i beräkningarna av Jupiters perturbationer på en del småplaneter, samt vid Johan Oskar Backlunds räknebyrå i Sankt Petersburg för beräkning av Enckes komets bana. År 1897 utnämndes han till Vetenskapsakademiens astronom med professors titel. Samma år utsågs han därjämte till lärare i astronomi vid Stockholms högskola. År 1898 valdes han till ledamot av Vetenskapsakademien och 1900 till ledamot av Fysiografiska sällskapet i Lund. Han var ordförande i Svenska astronomiska sällskapet åren 1919-1926.
Bohlin utgav en mängd astronomiska avhandlingar, mest av teoretiskt innehåll. Han lämnade synnerligen värdefulla bidrag till frågan om beräkningen av asteroidernas perturbationer samt framställde och utvecklade den viktiga teorin för s.k. "gruppstörningar", i Tafeln und Formeln zur gruppenweise Berechnung der allgemeinen Störungen benachbarter Planeten (Uppsala 1896; fullständigare med titeln Sur le développement des perturbations planétaires (i Stockholms observatoriums annaler 1902).
Bland observationsarbeten utförda av Bohlin märks Bestämning af Upsala observatoriums polhöjd (1882), Om iakttagelserna vid Upsala observatorium för eqitinoktiets bestämning våren och hösten 1889 (1890) samt en hel del i "Astronomische Nachrichten" publicerade observationer på planeter och kometer. Vidare lämnade han bidrag till frågan om stjärnornas årliga parallaxer. Han utgav även en del arbeten inom den rena matematikens och mekanikens gebit.

## Eftermäle
Asteroiden 720 Bohlinia är uppkallad efter honom.